# ب. ف. راداكريشنا بيلاي
ب. ف. راداكريشنا بيلاي أحد أبرز الهنود غير المقيمين ولد في مافيليكارا بألابوزا بكيرلا ومقيم حاليا في البحرين. منح وسام برواسي باراتيا سمان من قبل الرئيسة براتيبا باتيل في يناير 2012. لاقى تكريمه تحريبا من قبل المجتمع الهندي وأقيم استقبال كبير تكريما له في 10 فبراير حضره أكثر من ألفي هندي. شغل منصب رئيس شركة كيرالييا ساماجام التي يقع مقرها في البحرين ورئيس مجلس إدارة المدرسة الهندية البحرين من 2002 إلى 2008 ورئيس شركة سوريا البحرين. يعمل حاليا مهندس أول في وزارة الكهرباء والماء في مملكة البحرين حيث سبق له العمل في وقت سابق في مجلس كهرباء ولاية كيرالا قبل الهجرة إلى البحرين.